# Maral (telenovela)
Maral: En Güzel Hikayem (Maral: Mi historia más hermosa en español) es una telenovela turca de 2015, producida por Acun Medya y emitida por TV8.

## Trama
Maral es una chica de origen humilde que quedó huérfana a temprana edad. Su sueño es convertirse en la directora ejecutiva de la lujosa boutique Luna, por lo que comienza a trabajar en la cafetería del lugar. En ese lugar conoce y se enamora del chef Sarp, pero él tiene sus propias razones para trabajar allí.

## Reparto
- Hazal Kaya como Maral Erdem.
- Aras Bulut İynemli como Sarp Altan.
- Reha Özcan como Halis Feyman.
- Ceyda Düvenci como Deniz Feyman.
- Rıza Akın como Muhsin.
- Bige Önal como Alara Görkem.
- Gümeç Alpay Aslan como Aslı.
- Cankat Aydos como Tahsin.
- Ahmet Olgun Sünear como Benan.
- Fırat Altunmeşe como Oytun Feyman.
- İnci Şen como Ayten.
- Elvan Boran como Nilüfer Altan.
- Türkü Turan como Arya Feyman.
- Defne Şener Günay como Mine.
- Merve Bulut como Hamiyet.
- Eşref Seyitoğlu como Aziz.
- İpek Bilgin como Makas Canan.
- Murat Aygen como Hakan.
- Can Nergis como Yiğit.
- Defne Halman como İnci Peker.
- Serhat Yiğit como Yaman.
- Bedir Bedir como David.
- Tuğrul Cerrahoğlu como Tufan.
- Erdoğan Tutkun como Hasan.
- Romina Özipekçi como Esra Öztürk.
- Nur Yerlitaş como Nurella.
- Leya Kırşan como Maral (niña).
- Elif Nisa Öztürk como Arya (niña).

## Temporadas
| Temporada | Temporada | Episodios | Rango de episodios | Emisión original     | Emisión original       |
| Temporada | Temporada | Episodios | Rango de episodios | Inicio               | Final                  |
| --------- | --------- | --------- | ------------------ | -------------------- | ---------------------- |
|           | 1         | 12        | 1 - 12             | 5 de marzo de 2015   | 21 de mayo de 2015     |
|           | 2         | 5         | 13 - 17            | 1 de octubre de 2015 | 4 de noviembre de 2015 |

## Transmisión internacional
| Cadena     | Horario                      | Inicio              | Final              |
| ---------- | ---------------------------- | ------------------- | ------------------ |
| Azteca Uno | Lunes a viernes, 20:30-21:30 | 22 de enero de 2018 | 8 de marzo de 2018 |